# Sauron (Tolkien)
Sauron is de grote tegenstander in de trilogie In de ban van de ring van de Britse schrijver J.R.R. Tolkien. Hij is de heer (Lord) in de Engelstalige titel The Lord of the Rings. Op de achtergrond speelt hij ook een rol in De Hobbit, hier wordt hij de Zwarte Tovenaar en Necromancer genoemd. In de Silmarillion en in de Nagelaten vertellingen speelt Sauron een rol als dienaar van Morgoth.
Hij was onder veel andere namen bekend: Mairon, Annatar en Gorthaur.

## Verhaallijn

### De vroegste tijden
Hoewel Sauron vooral bekendstaat als de kwade macht in Midden-aarde, is hij niet altijd kwaadaardig geweest.
Sauron was ook niet vanaf het begin der tijden een van de volgelingen van Morgoth. Sauron behoorde tot het ras der Maiar, die met de Valar tot de Ainur werden gerekend. Voor het begin der tijden, en voor Midden-aarde vorm kreeg, werd de Muziek van de Ainur gemaakt. Al bij het maken van deze muziek werd de harmonie ervan verstoord door de grootste van de Valar, Melkor, die de muziek naar zijn eigen inzicht wilde herscheppen. Hierna werd de muziek zichtbaar gemaakt door het scheppen van Midden-aarde.
De Valar, bijgestaan door de Maiar en vele mindere geesten, daalden naar Midden-aarde af om de wereld vorm te geven. Een van de grootste Valar was Aulë. Aulë werd ook wel de Smid genoemd, hij was de bedrevenste van alle handwerklieden, hij was de heer van alle stoffelijke dingen. Zijn vrouw was de Vala Yavanna, die alles wat groeide op aarde ontwikkelde.
Mairon de Bewonderswaardige, zoals Saurons oorspronkelijke naam was, was een van de belangrijkste Maiar die Aulë bijstond in het maken van de wereld. En hij leerde veel over het wezen van de wereld van Aulë. Kennis die hij ook later nog zou gebruiken, onder meer bij het creëren van de Ringen van Macht.
Aanvankelijk werkte Sauron loyaal met Aulë, maar toch werd hij al vroeg verleid door Morgoth. Zoals het in de Silmarillion staat: “In het begin van Arda verleidde Melkor hem om trouw aan hem te zijn, en hij werd de grootste en vertrouwdste dienaar van de Vijand, en de gevaarlijkste, want hij kon vele vormen aannemen en lange tijd kon hij, indien hij wilde, zich edel en mooi voordoen om allen, behalve de behoedzaamsten, te misleiden.”
Ogenschijnlijk was Sauron trouw aan de Valar. Maar hij was de belangrijkste bron van informatie voor Morgoth, toen deze in het geheim in Utumno verbleef. Morgoth vernietigde de verblijfplaats van de Valar te Almaren. De Valar trokken zich terug op het westen in Valinor en Sauron volgde hen.
Enige tijd later moet Sauron weer teruggegaan zijn naar Midden-aarde, waar hij zich nu openlijk aansloot bij Morgoth.
Morgoth bouwde in die tijd zijn macht verder uit. Hij bouwde een fort en arsenaal bij de noordwestelijke kusten van Midden-aarde om iedere aanval die vanuit Valinor zou komen af te kunnen slaan. Dit werd Angband en Sauron voerde hier als plaatsvervanger van Morgoth het bevel. Sauron had in alle daden en werken van Morgoth een aandeel “en was in zoverre alleen minder verdorven dan zijn meester dat hij lange tijd een ander diende en niet zichzelf” (uit: Valaquenta).
In deze tijd ontwaakten de elfen. Nog voor de Valar dat te weten kwamen waren Morgoth en Sauron hen al tegengekomen. En met behulp van gevangengenomen elfen creëerden zij het ras van de orks.
Toen de Valar van het bestaan van de elfen op de hoogte kwamen trokken zij ten strijde tegen Morgoth. En deze werd verslagen, Utumno werd vernietigd en Morgoth werd voor drie era's gevangengezet.
Maar Sauron werd niet gevonden. Hij hield zich verborgen in Angband dat grotendeels verwoest was. In de periode dat Morgoth gevangen zat herbouwde en versterkte Sauron Angband en ging verder met het fokken van orks en andere monsters en verzamelde balrogs in Angband.
Nadat Morgoth in het westen was vrijgelaten, en nadat deze de beide Bomen vernietigd had kwam hij weer naar Midden-Aarde. Hier aangekomen ontbrandde er een strijd tussen Morgoth en zijn vroegere bondgenoot Ungoliant. Dankzij de balrogs van Angband kon Ungoliant verslagen worden.
Spoedig daarna kwamen ook de Noldor uit Valinor naar Midden-Aarde en ontbrandde de strijd tussen Morgoth en de elfen.
In de tijd van het ontwaken van de Mensen verliet Morgoth voor enige tijd Angband. Sauron coördineerde in deze periode de strijd tegen de elfen. Hij veroverde het strategische eiland Tol Sirion, waarna dit bekendstond als Tol-in-Gaurhoth, het eiland van de weerwolven.
Tien jaar later kwamen Beren, Finrod Felagund, de koning van Nargothrond en een groep gezellen hier in de buurt. Er ontbrandde een beroemd geworden strijd tussen Sauron en Finrod Felagund, maar Sauron had de overhand en Finrod, Beren en hun gezellen werden gevangengezet. Hun gezellen vielen een voor een ten prooi aan weerwolven. Finrod streed met de weerwolf die voor Beren kwam. De weerwolf werd gedood, maar ook Finrod stierf aan zijn verwondingen.
Terwijl Beren treurde verscheen Luthien, vergezeld door Huan, de hond van de Valar. Huan doodde een voor een de weerwolven. Uiteindelijk nam Sauron zelf de gedaante aan van een weerwolf. In de strijd die ontstond tussen Huan en de weerwolf-Sauron werd deze laatste verslagen. Huan greep Sauron bij de keel en wist zo de heerschappij over het eiland te krijgen. Maar Sauron vluchtte bloedend in de gedaante van een vampier naar Taur-nu-Fuin.
Uiteindelijk kwamen de Valar naar Midden-aarde. Morgoth werd voorgoed verslagen. Sauron had zijn schone gedaante weer aangenomen en boog voor Eönwë, de heraut van de Valar, en zwoer al zijn slechte daden af. Het kan heel goed zijn dat Sauron oprecht was in zijn berouw, geschrokken als hij was door de val van Morgoth en onder de indruk van de macht van de Heren van het Westen. Eönwë gebood Sauron naar Aman te gaan en voor de troon van Manwë te verschijnen om geoordeeld te worden. Maar Sauron was beschaamd en hij wilde niet buigen voor de Valar en verborg zich in Midden-Aarde.

### De tweede era

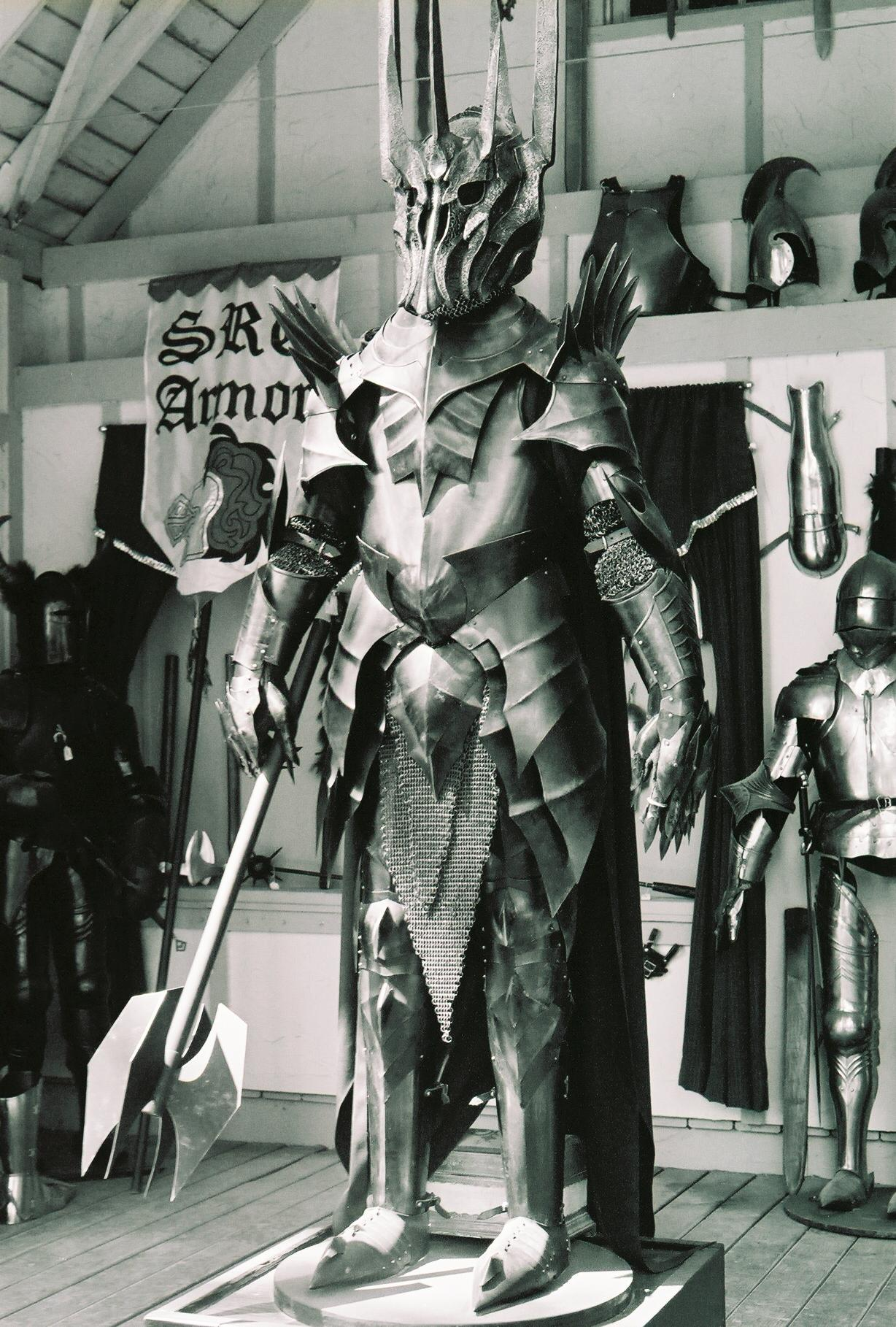

Sauron blijft in Midden-Aarde. Aanvankelijk met redelijke motieven: de reorganisatie en verbetering van de verwoesting van Midden-Aarde. Hij verwijt de Valar dat zij Midden-Aarde veronachtzamen. Door hoogmoed gaat hij streven naar volledige macht over Midden-Aarde en wordt hij het nieuwe Kwaad.
Na ongeveer vijfhonderd jaar laat Sauron van zich horen. Hij zocht een land waar hij weer sterk kon worden en vestigde zich in Mordor. Hij deed zich weer voor als iemand die mooi, eerlijk en wijs was. Hij probeerde de mensen voor zich te winnen, maar vooral ook de Elfen. In deze periode nam hij de naam Annatar aan: Heer van Gaven. Hij kreeg vooral gehoor bij de smeden van Eregion, die zich verheugden in de kennis die hij met hen deelde. De smeden van Ost-in-Edhil overtroffen alles wat zij tot nu toe gemaakt hadden. Zij begonnen met het smeden van de Ringen van Macht. Vele ringen maakten zij. Maar in het geheim maakte Sauron de Ene Ring in het vuur van Orodruin, de Doemberg. Op het moment echter dat Sauron de Ene Ring aan zijn vinger deed, werden de Elfen die de andere ringen beheerden zich bewust van zijn bedoelingen en wisten zij dat zij verraden waren.
Hierop ontbrandde de oorlog om de Ringen. Eregion werd verwoest en Celebrimbor gedood. Sauron wist alle Ringen van Macht in zijn bezit te krijgen, behalve de drie Elfenringen. Hij deelde Ringen uit aan negen Mensenvorsten en wist hen te verstrikken. Zij werden de Nazgûl. Zeven gaf hij aan de Dwergen, maar Dwergen kunnen niet door een andere wil overheerst worden. Sauron noemde zich nu Heer van de Aarde. Zo begonnen de Zwarte Jaren. En hoewel Sauron nog steeds een mooie gedaante had werd hij nu de Donkere Vorst genoemd, en de Vijand.
Maar uiteindelijk kwamen de Mensen van Númenor Midden-Aarde te hulp en landden met een grote legermacht in Midden-Aarde. Hierdoor keerden de kansen en werd Sauron twee keer beslissend verslagen. Zijn resterende leger trok zich terug en werd in Calenardhon overvallen, waardoor Sauron met weinig meer dan een lijfwacht in Mordor terugkeerde. Hier beidde hij zijn tijd terwijl de Númenoreanen hun macht over de westkust van Midden-Aarde steeds verder vergrootten. De komende duizend jaar zou hij niet meer in staat zijn Midden-Aarde te bedreigen, maar de koningen van Númenor raakten gecorrumpeerd. Ze verlangden naar onsterfelijkheid en werden jaloers op de Valar en de Elfen.
Ar-Pharazon, de laatste koning van Númenor, besloot voor eens en altijd met Sauron af te rekenen, en stuurde een legermacht naar Midden-Aarde. En zo groot was hun macht en pracht dat de bondgenoten van Sauron overliepen. Sauron werd vrijwillig als gijzelaar meegenomen naar Númenor. In Númenor slaagde hij erin de geest van de koning nog verder te corrumperen. Hij kreeg de absolute macht op het eiland en werd aanbeden als god. Hij maakte een grote tempel en bracht offers voor Morgoth met het hout van de Witte Boom. Hij zette de koning uiteindelijk aan tot een aanval op Valinor en Aman  om onsterfelijkheid te verkrijgen. Het gevolg was dat Númenor vernietigd werd en Eru Illuvatar de wereld rond maakte, waar die voorheen plat was geweest.
Sauron had niet gerekend op deze verwoesting: hij verdween in de afgrond waarin Númenor verzwolgen werd. Maar zijn geest steeg op en vluchtte op een duistere wind terug naar Midden-Aarde. Hij keerde terug naar Mordor waar hij verderging met het bouwen van zijn grote vesting, de Barad-dûr. Het duurde enige tijd voor hij weer een vaste gedaante had, en die was afschuwelijk. Nooit meer was hij in staat om een mooie gestalte aan te nemen.
Sauron verzamelde zijn macht. Hij wilde de nieuwe koninkrijken van de Númenoreanen in ballingschap vernietigen en afrekenen met de Eldar.
Sauron viel aan en nam Minas Ithil in. Hij vernietigde hier de Witte Boom van Isildur. Maar Isildur zelf wist te ontkomen en zocht versterking bij Elendil. Intussen hield Anárion stand in Osgiliath onder de aanvallen van de troepen van Sauron.
Elendil en Gil-galad sloten het Laatste Bondgenootschap van Elfen en Mensen. In een grote veldslag werden de troepen van Sauron verslagen. Elendil en Gil-galad trokken Mordor binnen. Zeven jaar lang duurde het beleg van de Barad-dûr. Anarion werd gedood. Maar uiteindelijk moest Sauron zelf naar buiten komen en hij streed met Elendil en Gil-galad en versloeg ze beiden. Maar ook Sauron werd verslagen en Isildur sneed de Ring van zijn hand. Saurons lichaam was verslagen, maar zijn geest vluchtte en hij nam vele jaren geen zichtbare gedaante meer aan.

#### De derde era
Verzwakt door het verlies van de Ring duurde het lang voor Sauron weer vorm kon aannemen. Het duurt ruim duizend jaar voor er aanwijzingen zijn dat Sauron zich weer gaat roeren. De eerste tekenen zijn dat er een schaduw valt over het Groenewoud. De mensen beginnen over het Demsterwold te spreken. Rond het jaar 1100 ontdekken de Wijzen dat er een boze macht zich gevestigd heeft in Dol Guldur. Zij vermoeden dat het een van de Ringgeesten is.
In de daaropvolgende jaren vermenigvuldigen de Orks zich en vallen de dwergen aan. Het hoofd van de Nazgûl, de Tovenaar-Koning, wordt vorst van het rijk Angmar, dat de strijd begint met Arnor. Als na geruime tijd Arnor vernietigd is gaat de Tovenaar-Koning naar Mordor en verzamelt daar de andere Nazgûl.
In het jaar 2063 gaat Gandalf op verkenning naar Dol Guldur. Maar Sauron wil nog niet dat zijn terugkeer bekend wordt en hij trekt zich terug in het oosten. In 2460 keert Sauron sterker dan ooit terug naar Dol Guldur. Dit betekent het einde van de Waakzame Vrede.
Sauron is weer sterk, maar toch nog verzwakt door het verlies van de Ring. Het is duidelijk dat in deze tijd de Ring poogt naar zijn eigenaar terug te keren. In 2463 vindt Déagol de Stoerder de Ring, maar hij wordt vermoord door Sméagol. Deze zal zich enige tijd later verbergen in de Nevelbergen en bekend worden als Gollem.
Sauron slaagt erin om de laatste erfgenaam van Durin, Thrain II, die in het bezit is van de laatste Dwergenring, gevangen te nemen. Onder folteringen wordt hem de ring in Dol Guldur afgenomen. In het geheim trekt Gandalf opnieuw Dol Guldur binnen. Hij vindt Thrain II in zijn kerker, maar is te laat om hem te redden. Wel ontvangt Gandalf de sleutel en de kaart van Erebor.
Gandalf heeft nu ontdekt dat het inderdaad Sauron is die zich in Dol Guldur gevestigd heeft. Hij dringt er bij de Witte Raad op aan om Sauron aan te vallen. Saruman is daar op tegen. Maar later ontdekt Saruman dat Sauron bij de Irisvelden op zoek is naar de Ring. Hij is verontrust en stemt er uiteindelijk mee in om Dol Guldur aan te vallen.
Sauron trekt zich terug uit Dol Guldur. Hij gaat nu naar Mordor waar hij zich openlijk vertoont en hij begint hier met de herbouw van zijn vesting de Barad-dûr. Drie van zijn Nazgûl zullen opnieuw de vesting Dol Guldur innemen en hier een sterke macht opbouwen.
Sauron bouwt zijn macht op. Tevens slaagt hij erin om Gollem gevangen te nemen en komt hij erachter dat de Ring in het bezit is van een Hobbit uit de Gouw. Het vervolg wordt uitgebreid verhaald in In de Ban van de Ring. Legers van Mordor en Dol Guldur vallen het ook elfenrijk van Thranduil aan. De stad Dal wordt verwoest en koning Brand en koning Dain II sneuvelen. Dwergen en mensen trekken zich terug in Erebor dat belegerd wordt. Het Elfenrijk Lorien krijgt diverse aanvallen te verduren. Een leger van Sauron wordt verslagen voor de stad Minas Tirith, maar de overwinnaars hiervan worden enige tijd later omsingeld voor de Morannon, de poort naar Mordor.
Uiteindelijk is alle hoop van Sauron echter ijdel. Weliswaar slaagt de hobbit Frodo Balings er niet in om de Ene Ring te vernietigen, maar deze wordt toch vernietigd doordat Gollem met de Ring in het vuur van Orodruin valt. Met de vernietiging van de Ene Ring komt er een definitief einde aan Sauron, althans aan alles wat er over was van zijn macht. Hij verdwijnt in het niets buiten de wereld, waar ook zijn voorganger Morgoth wacht op het eind der tijden.

## Vernoeming
Het sterrenstelsel NGC 4151 wordt ook wel het Oog van Sauron genoemd